# Aïn Choucha
Aïn Choucha é uma aldeia na comuna de Sidi Amrane, no distrito de Djamaa, província de El Oued, Argélia. A vila está localizada no lado ocidental da rodovia N3, a 13 quilômetros (8,1 milhas) ao sul de Djamaa.